# Pradillo
Pradillo es un municipio de la comunidad autónoma de La Rioja (España).

## Geografía
Está integrado en la comarca de Tierra de Cameros, concretamente en la subcomarca de Camero Nuevo. Se localiza a 40 kilómetros de la capital provincial. La carretera N-111 atraviesa el municipio entre los pK 292 y 295. 
El relieve está marcado por el angosto valle del río Iregua en el que desaguan algunos arroyos procedentes de las altas montañas que lo rodean pertenecientes a la Sierra de Camero Nuevo. La altitud del territorio oscila entre los 1200 y los 830 metros. El pico más destacado es el Alto del Cabezo (1173 metros). El pueblo se encuentra en el valle a 880 metros sobre el nivel del mar. 
| Noroeste: Nieva de Cameros      | Norte: Nieva de Cameros    | Noreste: Pinillos             |
| Oeste: El Rasillo de Cameros    |                            | Este: Gallinero de Cameros    |
| Suroeste: Villanueva de Cameros | Sur: Villanueva de Cameros | Sureste: Gallinero de Cameros |

## Demografía
A 1 de enero de 2010 la población del municipio ascendía a 68 habitantes, 33 hombres y 35 mujeres.
| Gráfica de evolución demográfica de Pradillo entre 1857 y 2010 |
| |
| Población de derecho (1857-1897) según los censos de población del INE del siglo XIX. Población de derecho (1900-1991) o población residente (2001) según los censos de población del INE. Población según el padrón municipal de 2010 del INE. |

## Historia
Perteneció a los condes de Nieva hasta la desaparición de los señoríos, en 1811.Con al división de España en Intendencias realizada en el siglo XVIII quedó asignada a  la intendencia de Soria, hasta la división de España en provincias  de 1822 y 1833 donde quedaría en provincia de Logroño, al igual que el resto de municipios riojanos. La nueva jurisdicción provincial se dividió en nueve partidos judiciales, quedando integrado Pradillo en el de Torrecilla en Cameros.

## Administración
| Periodo   | Nombre                           | Partido        |
| --------- | -------------------------------- | -------------- |
| 1979-1983 | Juan José Soriano de las Morenas | Independientes |
| 1983-1987 | Julio Fraguas Pérez              | AP             |
| 1987-1991 | Julio Fraguas Pérez              | Independientes |
| 1991-1995 | Julio Fraguas Pérez              | PP             |
| 1995-1999 | Julio Fraguas Pérez              | PP             |
| 1999-2003 | Julio Fraguas Pérez              | PP             |
| 2003-2007 | Julio Fraguas Pérez              | PP             |
| 2007-2011 | Julio Fraguas Pérez              | PP             |
| 2011-2015 | Julio Fraguas Pérez              | PP             |
| 2015-2019 | Julio Fraguas Pérez              | PP             |
| 2019-2023 | Juan Carlos Peso                 | PP             |
| 2023-act. | Anais Martínez Soriano           | PP             |

## Lugares de interés

### Edificios Religiosos
- Iglesia de San Martín. Se divide en una parte barroca y otra parte del siglo XVIII. Consta de tres naves de dos tramos cubiertas con bóveda de arista y lunetos.Interesante retablo barroco.
- Ermita de San Miguel.
- Ermita de San Jorge.
- Ermita de La Virgen del Villar. Situada fuera del municipio de Pradillo.
- Ermita de San Juan.

### Patrimonio Civil
- Horreo de Pradillo. Se sitúa junto a la iglesia parroquial de San Martín, en su interior se encuentra desde 1997 la Oficina de Turismo de la comarca de Cameros (Camero Nuevo y Camero Viejo) y la sede de ALTURA, Asociación de Turismo Rural de La Rioja.

## Galería de imágenes

Vistas de Pradillo
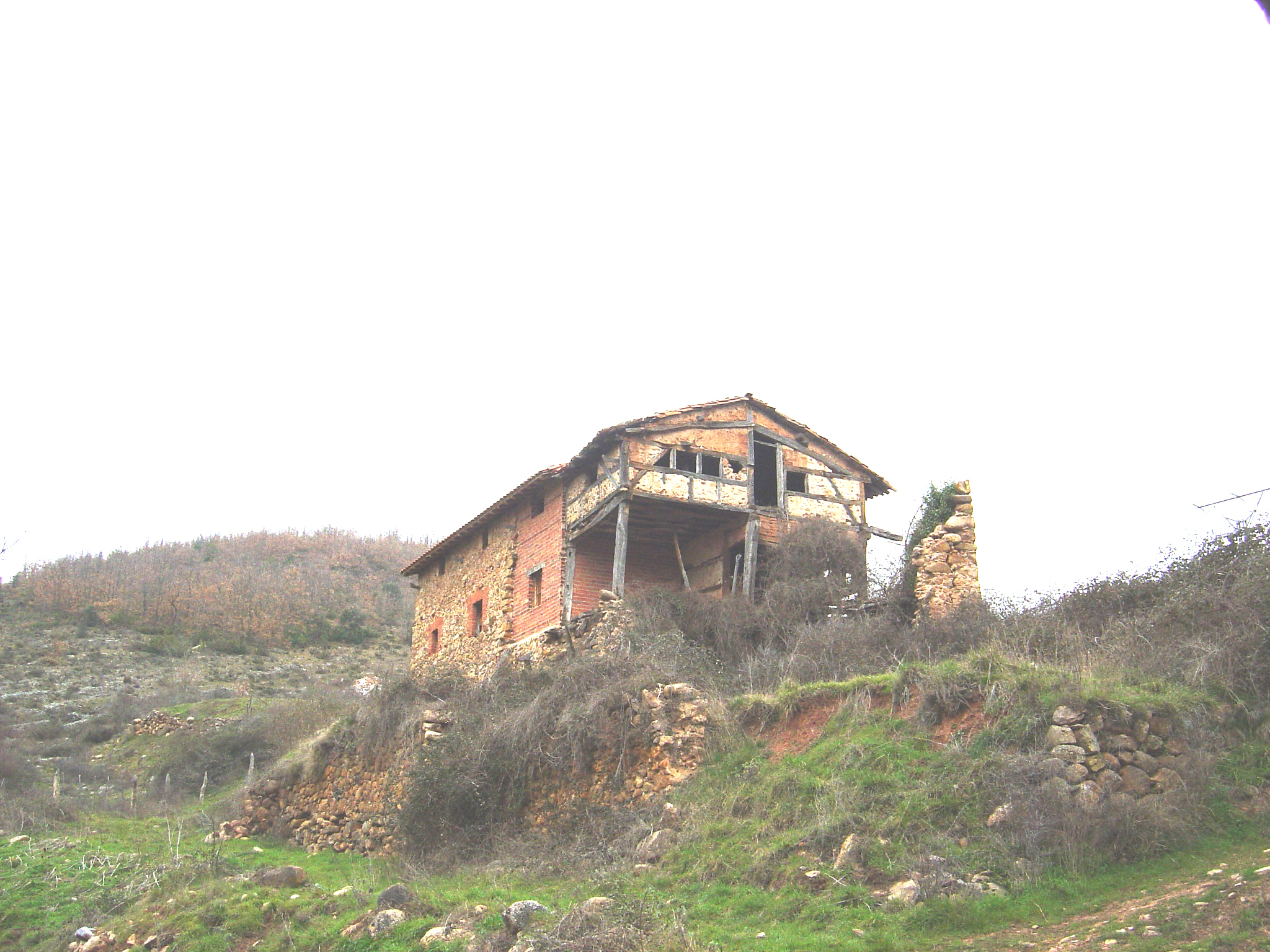
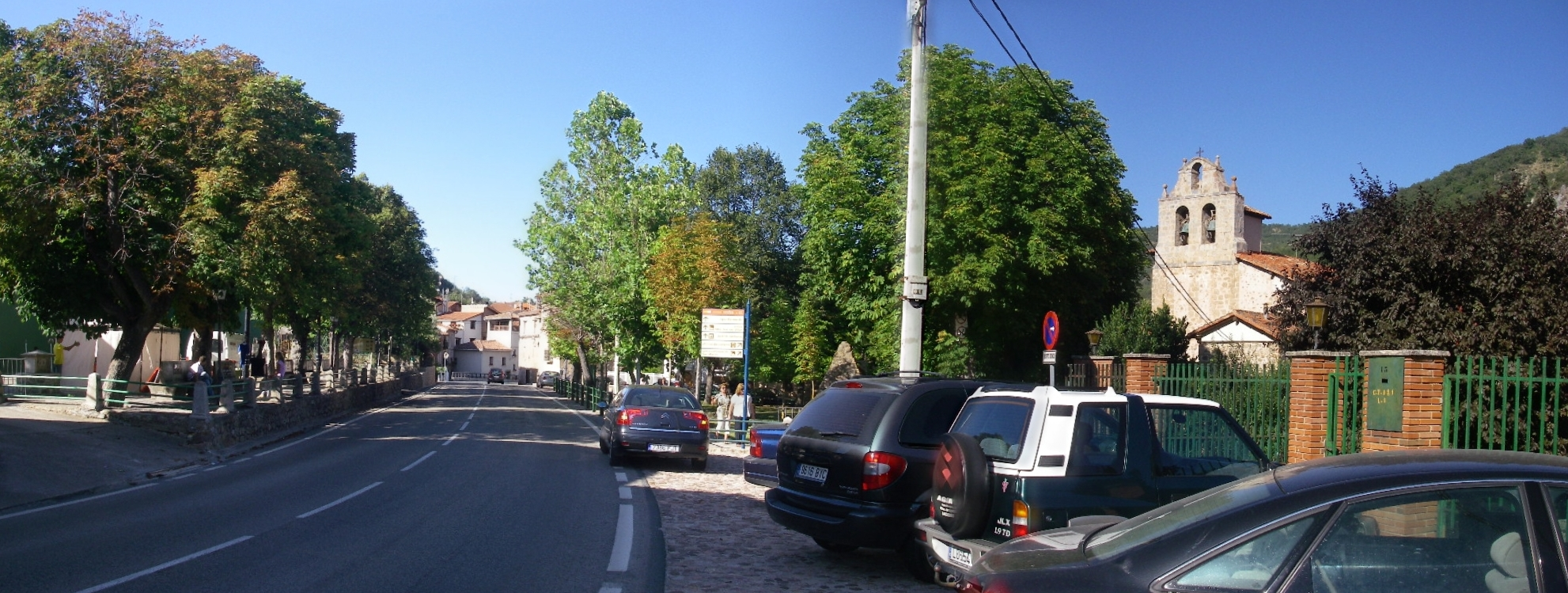
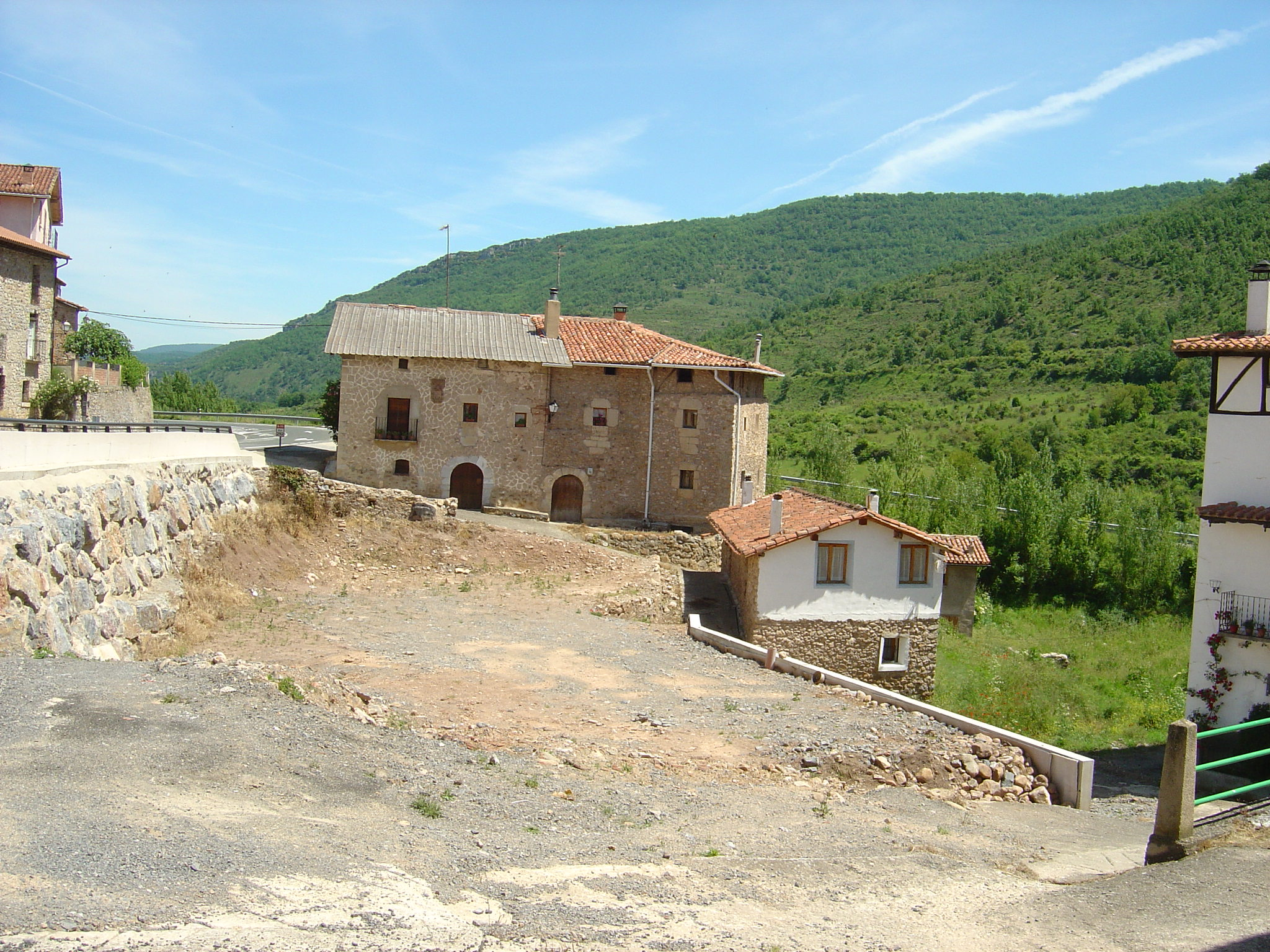
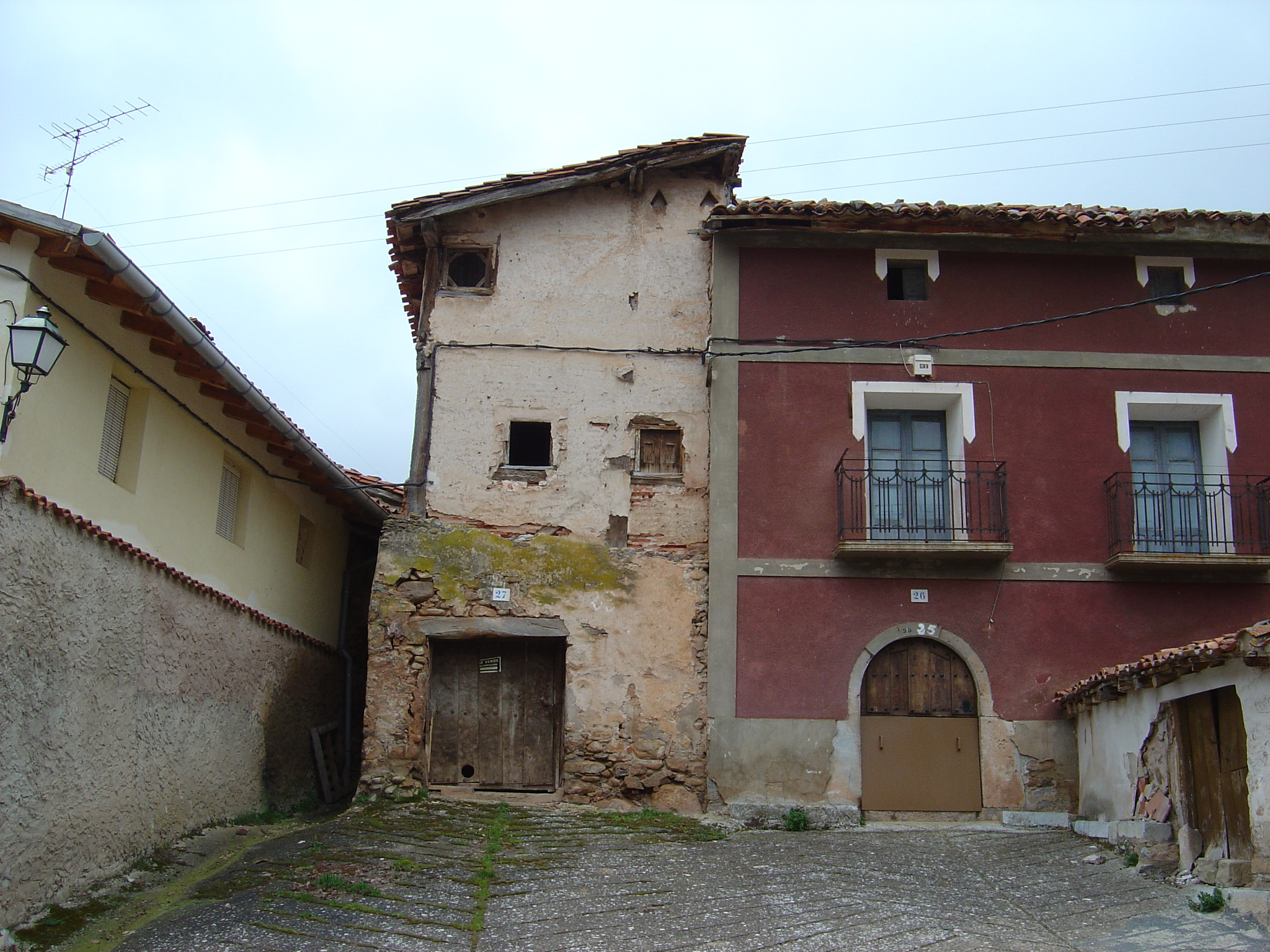
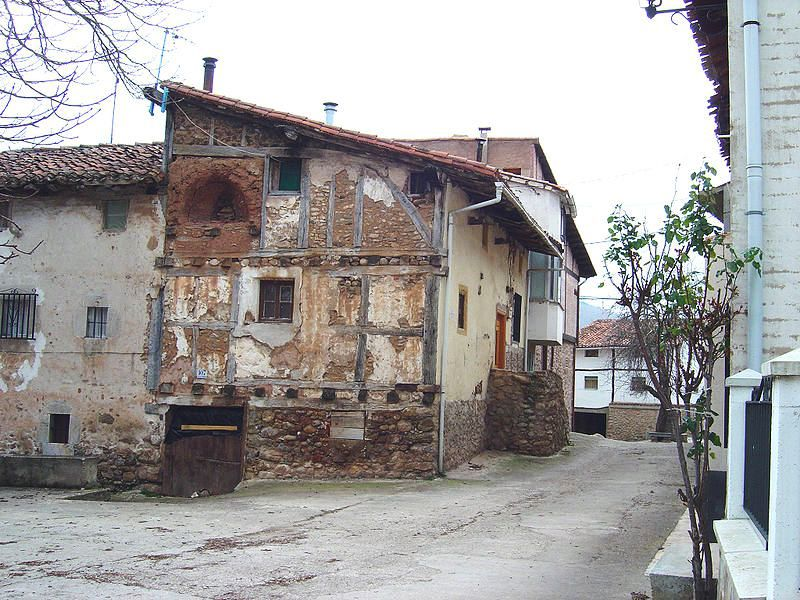
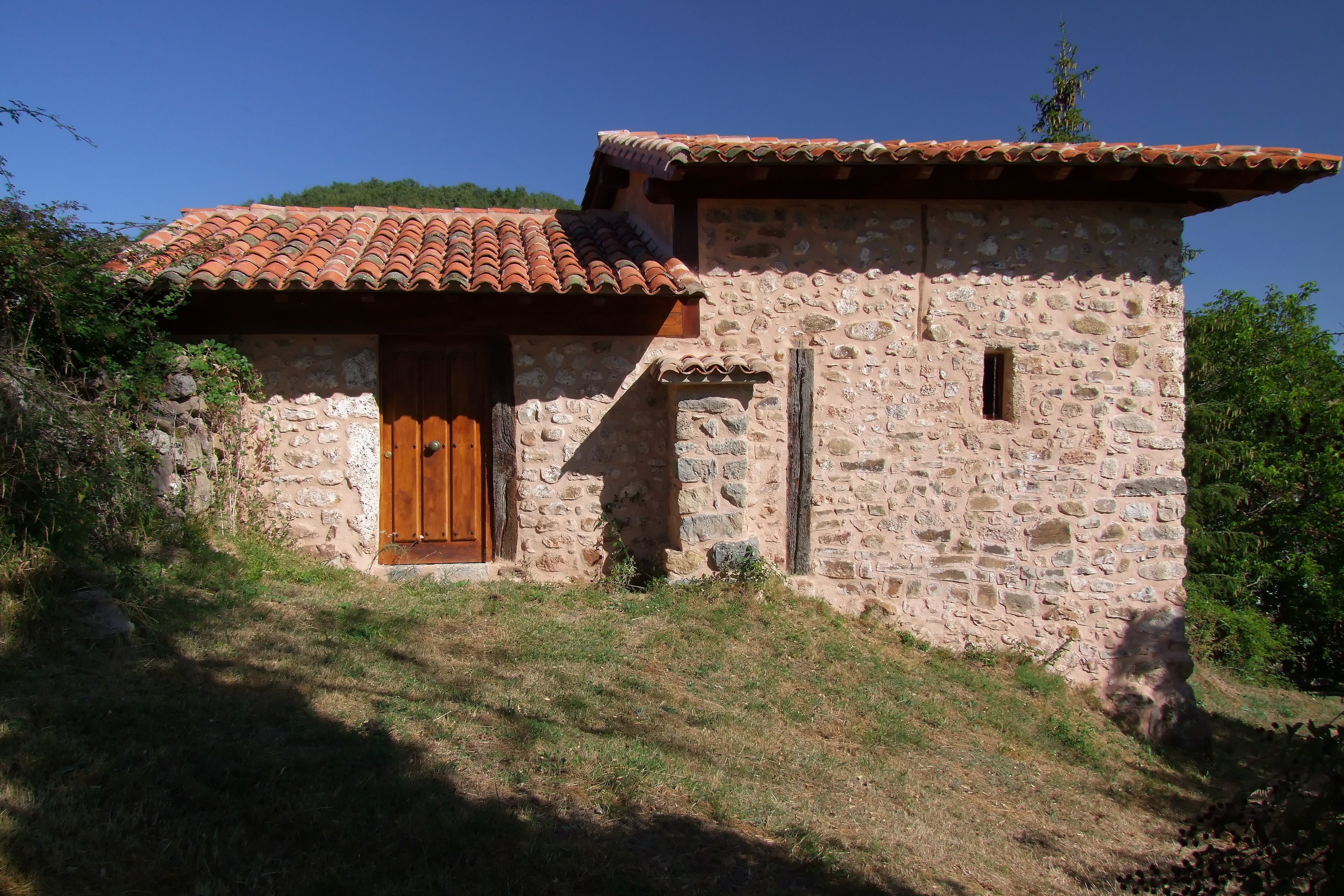
Ermita de San Miguel.
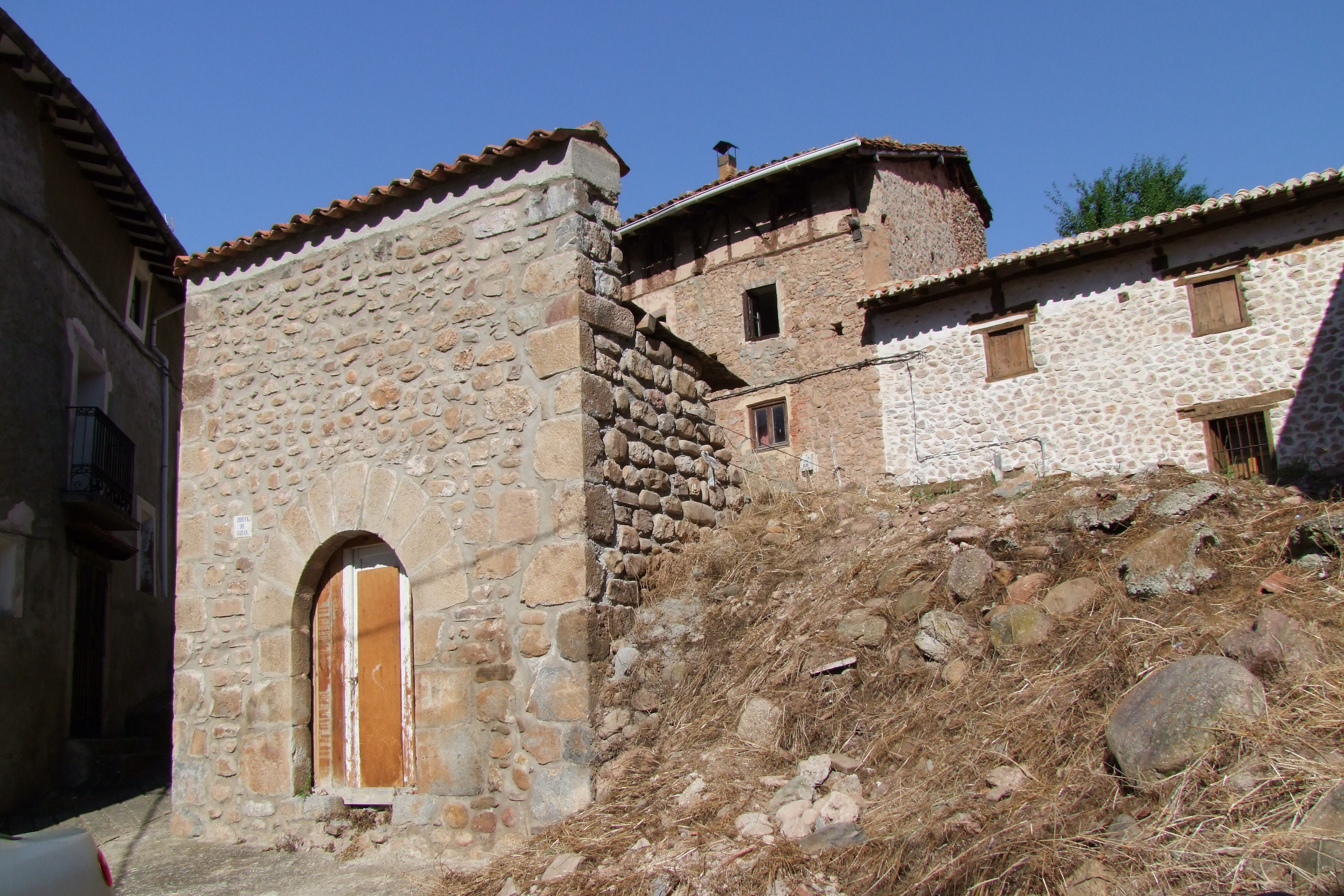
Ermita de San Juan.
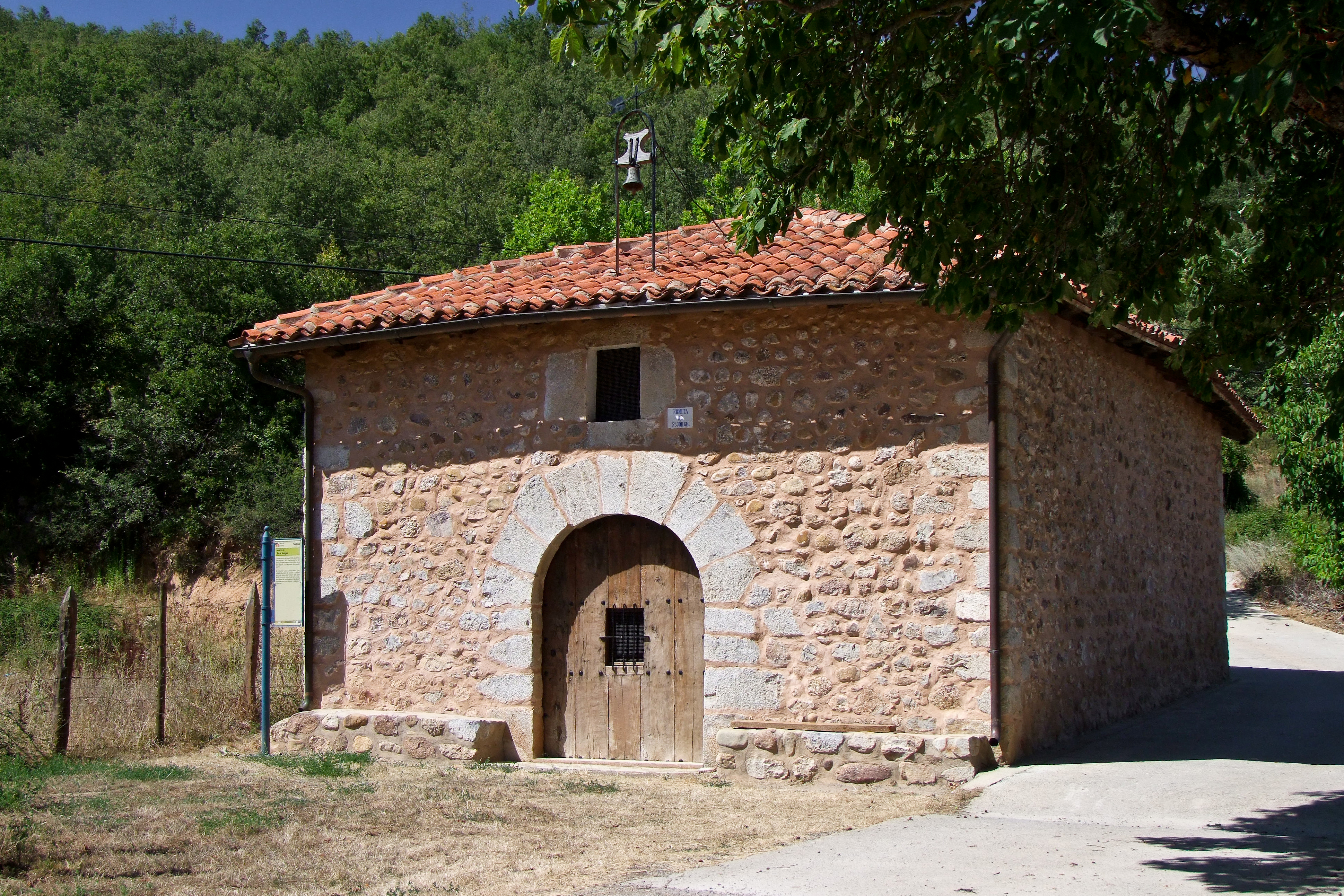
Ermita de San Jorge.
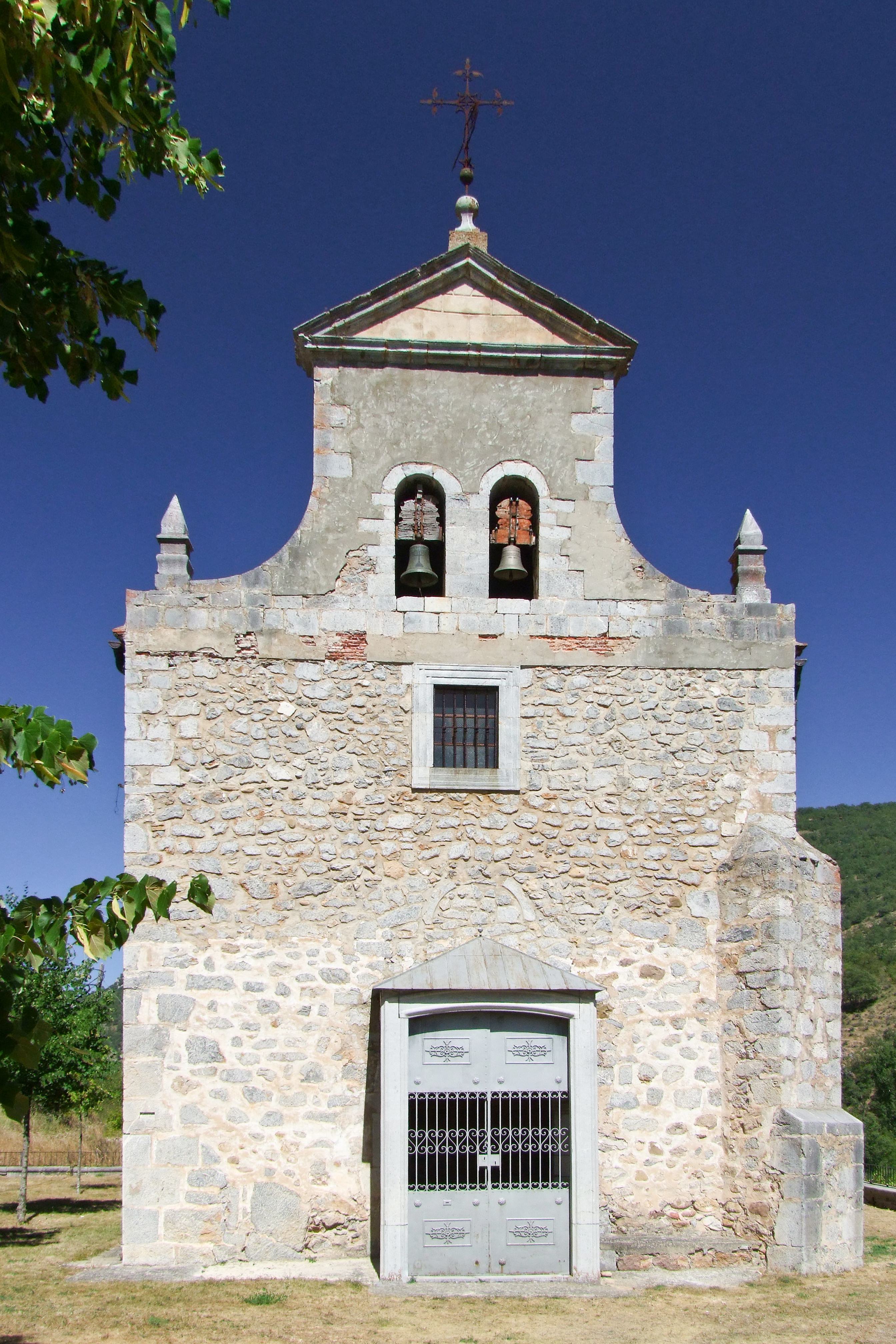
Ermita de la Virgen del Villar.